# 龜井幹太
龜井幹太，日本男性動畫師、動畫導演、視覺特效師、電影導演。

## 人物簡介
早年以作畫監督一職參加過J.C.STAFF製作和新房昭之執導的許多作品。2004年以後，經常擔任其它作品的視覺特效（電影動畫《哆啦A夢25週年紀念日》等）。擔任導演的處女作是2009年10月3日上映的遊戲改編電影動畫《宵星傳奇 ～The First Strike～》，2011年以《白兔玩偶》第一次在電視動畫的領域擔任導演。

## 作品列表

### 電視動畫
- 美少女戰鬥隊（1994年，原畫）
- 夢幻遊戲（1995年－1996年，原畫）
- 機械女神J（1996年－1997年，OP&ED畫）
- EAT-MAN（日语：EAT-MAN）（1997年，原畫）
- The Soul Taker ～魂狩～（日语：The Soul Taker 〜魂狩〜）（2001年，原畫）
- 花右京女侍隊（2001年，原畫）
- PaRappa the Rapper（日语：パラッパラッパー）（2001年，分鏡）
- IGPX（2005年，視覺特效）
- Ergo Proxy（2006年，原畫）
- 新勇者萊汀（日语：REIDEEN）（2007年，視覺特效）
- 機神大戰（2007年，分鏡）
- 聖劍鍛造師（2009年，原畫）
- 書家（日语：書家 (テレビアニメ)）（2010年，原畫）
- 江戶盜賊團五葉（2010年，分鏡）
- 妖怪少爺（2010年，演出）
- 戰國BASARA貳（2010年，分鏡）
- 白兔玩偶（2011年，導演）
- 黑子的籃球（2012年，分鏡、演出、OP攝影、ED2演出&分鏡&攝影）
- 緋色的碎片（2012年，演出、原畫）
- 光明之心 ～幸福的麵包～（2012年，原畫）
- 我女友與青梅竹馬的慘烈修羅場（2013年，導演、編劇、分鏡、演出）
- 龍孃七七七埋藏的寶藏（2014年，導演、編劇、分鏡、演出）
- 不起眼女主角培育法（2015年，導演、分鏡、演出、原畫）
- 雙槍激鬥（2015年，原畫）
- Dimension W（2016年，導演[2]、分鏡）
- 不起眼女主角培育法♭（2017年，導演）
- PERSONA5 the Animation（2018年，分鏡）
- 粉彩回憶（2019年，分鏡）

### OVA
- 魔物獵人妖子²（日语：魔物ハンター妖子）（1995年，原畫）
- 紺碧艦隊（1995年，原畫）
- 宇宙戰艦山本洋子系列
  - 宇宙戰艦山本洋子（1996年，STAGE1／STAGE3人物作畫監督、原畫）
  - 宇宙戰艦山本洋子2（1997年，STAGE1人物作畫監督、原畫）
- 銀河少女傳說 ～深暗的仙女～（日语：銀河お嬢様伝説ユナ）（1996年，OP原畫）
- 魔法王國的俏皮小公主（日语：でたとこプリンセス）（1998年，原畫）
- 星際迷航俏女郎（日语：てなもんやボイジャーズ）（1999年，原畫）

### 電影動畫
- 新世紀福音戰士劇場版：Air/真心為你（1997年，原畫）
- 數碼寶貝大冒險02 前篇：數碼獸颶風登陸!!／後篇：超絕進化!!黃金的數碼裝甲（2000年，原畫）
- 劇場版 數碼寶貝大冒險02：超惡魔獸的逆襲[錨點失效]（2001年，作畫監督）
- 攻殼機動隊2 INNOCENCE（2004年，原畫）
- 哆啦A夢25週年紀念日（2004年，視覺特效）
- 劇場版 鋼之鍊金術師：森巴拉的征服者（2005年，原畫）
- 穿越時空的少女（2006年，原畫）
- 宵星傳奇 ～The First Strike～（2009年，導演）
- 劇場版 文學少女（2010年，分鏡）
- 給小桃的信（2012年，視覺特效）
- 企鵝公路（2018年，演出）
- 不起眼女主角培育法 Fine（2019年，總導演）

### 遊戲
- 櫻花大戰V Episode 0 ～荒野的少女武士～（日语：サクラ大戦V EPISODE 0〜荒野のサムライ娘〜）（2004年，動畫導演、作畫監督、視覺效果）
- 戰國BASARA（2005年，視覺導演、原畫）
- 遺跡傳奇（2005年，動畫導演、分鏡、作畫監督、原畫）
- 深淵傳奇（2005年，作畫監督、活動原畫）
- 命運傳奇（2006年，動畫導演、分鏡、演出、視覺特效、原畫）
- 世界傳奇 光明神話（2006年，動畫導演、分鏡、演出、視覺特效）
- 星海遊俠1 初次啟航（2007年，視覺特效、活動原畫）
- 星海遊俠2 二次進化（2008年，視覺特效）
- 交響曲傳奇 -拉塔特斯克的騎士-（2008年，視覺特效）
- 壞利歐樂園大震盪（日语：ワリオランドシェイク）（2008年，視覺特效、原畫）
- 幻想傳奇 變裝迷宮X（2010年，攝影、視覺特效）
- 時空幻境 世界傳奇 閃耀神話3（日语：テイルズ オブ ザ ワールド レディアント マイソロジー3）（2011年，動畫導演、分鏡）
- 聖劍傳說 瑪娜傳奇（2021年，動畫導演、分鏡）

## 相關項目
- Production I.G
- J.C.STAFF
- 新房昭之
- 中澤一登
- 石濱真史

## 外部連結
- 龜井幹太的X（前Twitter） （日語）